# Mercedes-Benz CL-Klasse
Als Mercedes-Benz CL-Klasse wurden von Mitte 1996 bis Ende 2013 die Coupévarianten der S-Klasse von Mercedes-Benz bezeichnet.
Vor der Einführung der Klassenbezeichnung CL-Klasse (Coupé Luxus) von Mercedes-Benz wurden die Coupés der S-Klasse (Baureihe 126 und Baureihe 140) noch mit der Bezeichnung SEC, ab 1993 mit der Bezeichnungen S 420 C, S 500 C bzw. S 600 C benannt (C 140). Der Begriff CL-Klasse wurde 1996 während der Bauzeit des Coupés der Baureihe 140 eingeführt. CL-Klasse blieb über drei Generationen hinweg die offizielle Verkaufsbezeichnung für die Oberklasse-Coupés von Mercedes-Benz.
Die Mercedes-Benz CL-Klasse basiert auf den jeweiligen Limousinen der S-Klasse und weist neben der Bauweise mit zwei Türen weitere Veränderungen im Bereich der Karosserie auf.
Der kleinste Motor der CL-Klasse ist der CL 500 mit 4,7 Liter Hubraum, der in der letzten Version (C 216) über 320 kW (435 PS) verfügt.
Mit dem Nachfolger des C 216, dem C 217, führte Mercedes-Benz im Sommer 2014 die Verkaufsbezeichnung S-Klasse Coupé ein.

## Bisherige Generationen

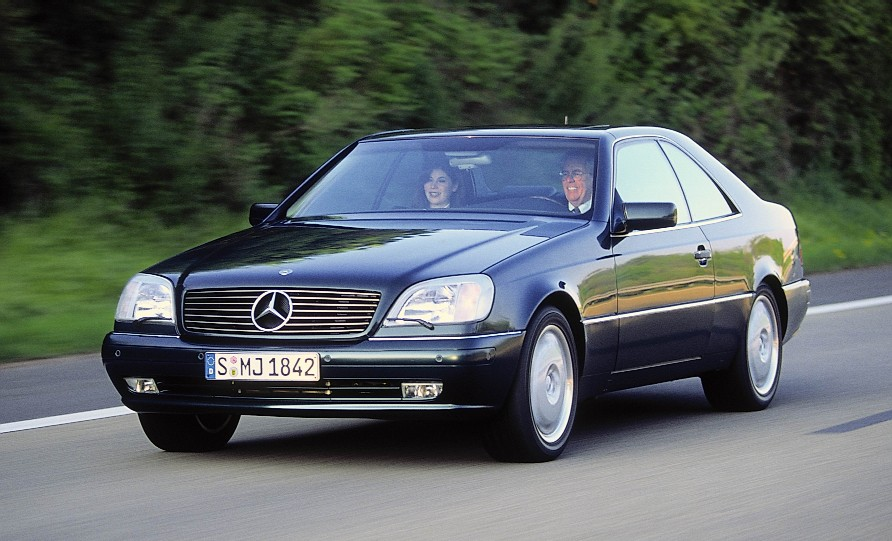
Mercedes-Benz C 140 (1992–1998)
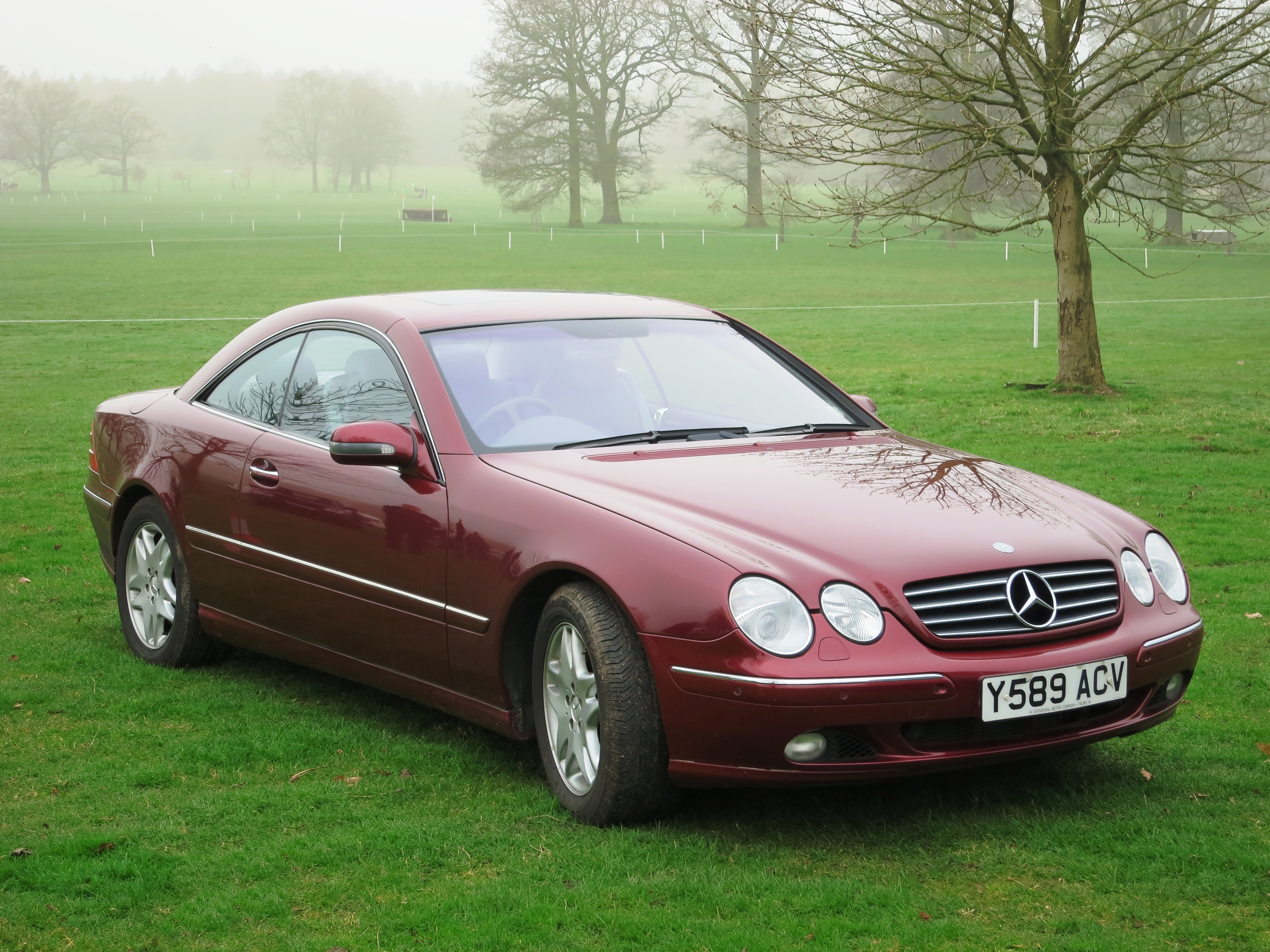
Mercedes-Benz C 215 (1999–2006)
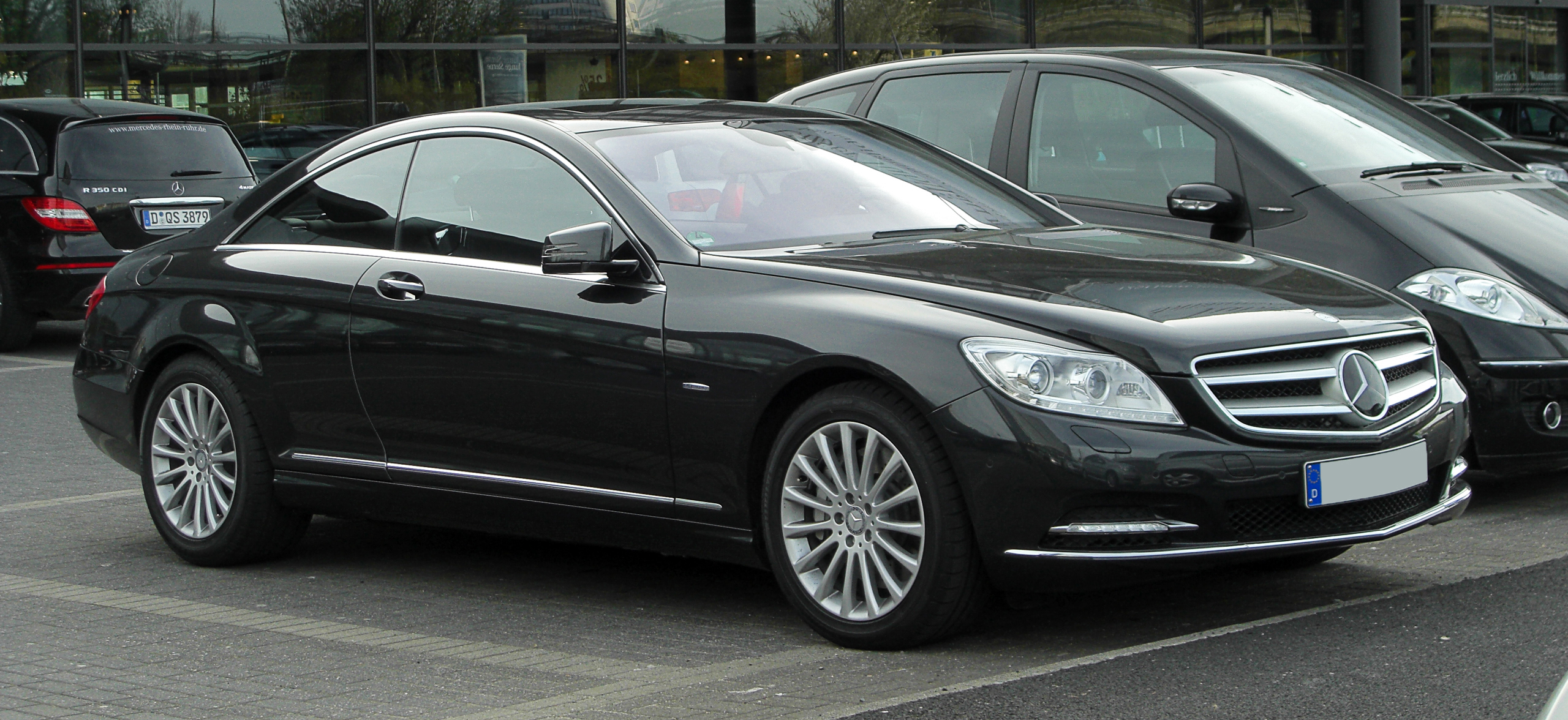
Mercedes-Benz C 216 (2006–2013)

## Basismodelle der CL-Klasse
- Mercedes-Benz S-Klasse Baureihe 140, Basis für den C 140
- Mercedes-Benz S-Klasse Baureihe 220, Basis für den C 215
- Mercedes-Benz S-Klasse Baureihe 221, Basis für den C 216